# Diplomatie palestinienne

État de Palestine.

La diplomatie palestinienne est la politique étrangère menée par les représentants du peuple palestinien et par l'État de Palestine en vue de favoriser leurs intérêts géostratégiques, politiques, et économiques.
La Palestine est un État dont la quasi-totalité des territoires sont occupés ou sous contrôle de l'État d'Israël. Son indépendance est proclamée en 1988 à Alger et son statut d'État est reconnu le 29 novembre 2012 à l'ONU. Au  28 mai 2024 la Palestine est reconnue par 147 États et établit des relations diplomatiques avec la plupart d'entre eux.

## Histoire

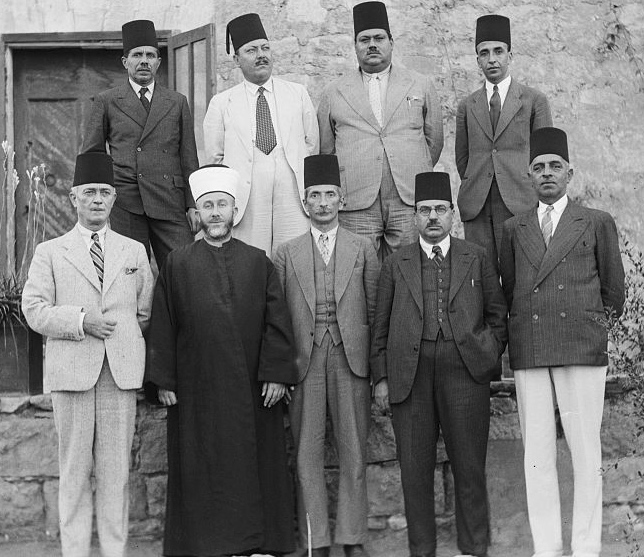
Membres du Haut Comité arabe, 1936. De gauche à droite: Raghib al-Nashashibi, Mohammed Amin al-Husseini, Ahmed Hilmi Pasha, directeur général de la Jerusalem Arab Bank, Abdul Latif Bey es-Salah, directeur du Parti national arabe.

La diplomatie palestinienne date du début du Mandat britannique de Palestine, en 1917[réf. souhaitée] , et de la naissance du mouvement nationaliste palestinien. Ce dernier s'opposait à l'époque à l'immigration sioniste et réclamait l'indépendance de la Palestine.
Elle se structure au sein du Haut Comité arabe en 1936 au cours de la Grande révolte arabe de 1936-1939 en Palestine mandataire. La défaite palestinienne marque l'échec des aspirations d'indépendance du peuple palestinien. Les nationalistes palestiniens se rangent alors dans le camp de l'Axe durant la seconde Guerre mondiale.
Une seconde défaite lors de la guerre israélo-arabe de 1948 provoque la dissolution des instances représentant le peuple palestinien, notamment à la suite de l'exode palestinien de 1948 (la Nakba ou catastrophe). La Cisjordanie est annexée par la Jordanie. Les réfugiés palestiniens et la diaspora palestinienne qui en découlent n'ont pas de représentation diplomatique propre.
La diplomatie palestinienne renaît avec la création de l'Organisation de libération de la Palestine (OLP) en 1964, qui est reconnue par la Ligue arabe. Elle opte pour l'usage du terrorisme et de la lutte armée, principalement contre Israël, tout en s'alignant sur les pays arabes et le Bloc de l'Est.
À l'issue de la guerre des Six Jours de 1967, la Cisjordanie est occupée par Israël et l'OLP est chassée vers la Jordanie. Elle en est chassée vers le Liban à la suite de la répression de Septembre noir en 1970. Elle est à nouveau chassée du Liban à la suite de l'intervention militaire israélienne au Liban de 1982 et se réfugie en Tunisie. Israël lutte également contre l'OLP au sein des territoires palestiniens occupés conquis en 1967. La représentativité politique du peuple palestinien passe petit-à-petit dans les mains du Hamas.
En novembre 1988, le Conseil national palestinien de l'OLP déclare l'indépendance de l'État de Palestine et à la suite de la première intifada des négociations entre Israël et l'OLP débouchent sur les accords d'Oslo. En 1994, l'OLP établit l'Autorité nationale palestinienne (AP). Le Comité exécutif de l'OLP remplit les fonctions du gouvernement de l'État de Palestine. Actuellement, l'OLP maintient un réseau de bureaux à l'étranger et représente également l'AP à l'étranger.
Depuis 2011, les efforts diplomatiques de l'OLP se concentrent sur la campagne dite Palestine 194 (en), qui vise à devenir membre de l'État de Palestine aux Nations unies. Il cherche à obtenir une reconnaissance collective pour un État palestinien basé sur les frontières de 1967, avec Jérusalem-Est comme capitale.

## Développement
L'Organisation de libération de la Palestine a été créée en 1964 en tant qu'organisation paramilitaire et a cherché à entretenir des relations avec des États et des organisations internationales depuis lors. Son organe politique est le Fatah.
Initialement, l'OLP a établi des relations avec les pays arabes et communistes. Elle a été reconnue par la Ligue arabe à sa création. En 1969, elle devient membre de l'Organisation de la coopération islamique. En octobre 1974, la Ligue arabe a désigné l'OLP comme le « seul représentant légitime du peuple palestinien ». Le nouveau statut de l'OLP a été reconnu par tous les États de la Ligue arabe, à l'exception de la Jordanie (la Jordanie a reconnu le statut de l'OLP à un stade ultérieur).
Le 22 novembre 1974, la résolution 3236 de l’Assemblée générale des Nations unies a reconnu le droit du peuple palestinien à l'autodétermination, à l'indépendance nationale et à la souveraineté en Palestine. Il a également reconnu l'OLP en tant que représentant du peuple palestinien auprès des Nations unies. Par la résolution 3237 du même jour, l'OLP a obtenu le statut d'observateur non-étatique à l'Organisation des Nations unies. En septembre 1976, l'OLP devint un membre non-étatique de la Ligue arabe et, la même année, devint membre du Mouvement des non-alignés.
Le 15 novembre 1988, à l'appui de la première intifada, l'OLP a proclamé la création de l'État de Palestine qui est reconnu par la plupart des pays arabes et musulmans.
Au fil des années, de nombreux pays reconnaissent sous différentes formes les aspirations palestiniennes et accentuent leur reconnaissance. Dans la pratique, ce sont les bureaux, le personnel et les contacts de l'OLP qui sont utilisés. En février 1989, au Conseil de sécurité des Nations unies, le représentant de l'OLP a revendiqué sa reconnaissance par 94 États.
L'Autorité palestinienne est créée en 1994 à la suite des accords d'Oslo et de l'accord intérimaire sur la Cisjordanie et la bande de Gaza. Le gouvernement israélien transfère certains pouvoirs et responsabilités de l'autonomie gouvernementale à l'AP, qui sont en vigueur dans certaines parties de la Cisjordanie, et avait l'habitude d'être efficace dans la bande de Gaza avant sa prise de contrôle par le Hamas.
Le ministre des Affaires étrangères de l'Autorité nationale palestinienne, Riyad Al-Maliki (depuis juillet 2007) est responsable des relations extérieures de l'Autorité palestinienne. Les États entretiennent des relations officielles avec l'AP à travers des bureaux dans les territoires palestiniens occupés, et la représentation de l'AP à l'étranger est accomplie par les missions de l'OLP, qui la représente là-bas.
L'Autorité palestinienne maintient maintenant un vaste réseau de relations diplomatiques et participe à plusieurs organisations internationales à la suite de l'obtention du statut d'État membre, d'observateur, d'associé ou d'affilié. La désignation « Palestine » est actuellement utilisée par les États et organisations internationales, dans de nombreux cas indépendamment du niveau de reconnaissance et de relations.

## Relations bilatérales

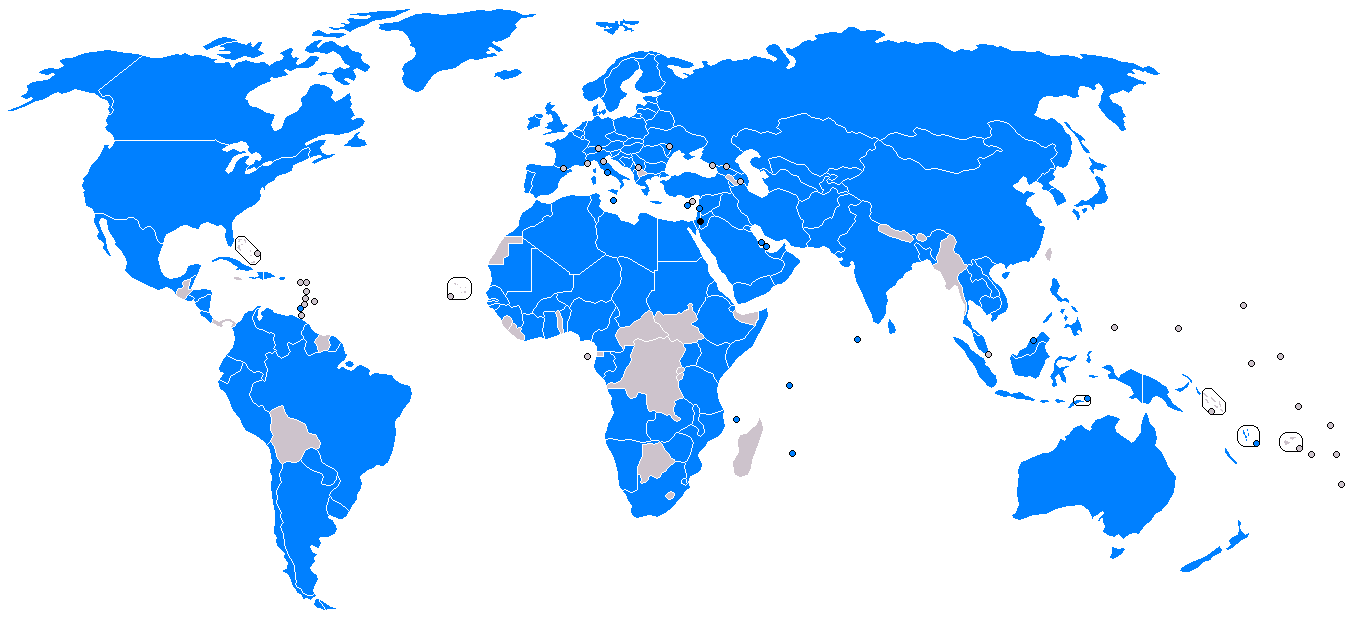
Pays ayant des relations permanentes avec l'OLP et l'ANP.

L'OLP maintient un réseau de missions et d'ambassades et représente l'ANP à l'étranger. La plupart des 147 États qui ont reconnu l'État de Palestine ont élevé la représentation de l'OLP dans leur pays au statut d'ambassade. Un certain nombre d'autres États ont accordé une certaine forme de statut diplomatique à une délégation de l'OLP, en deçà de la pleine reconnaissance diplomatique. Dans certains cas, par courtoisie, ces délégations et missions ont reçu des privilèges diplomatiques et sont souvent appelées «ambassades» avec leurs têtes comme «ambassadeurs».
Aux États-Unis, un bureau d'information non officiel de l'OLP a été établi à New York en 1964 et dirigé par Sadate Hassan, qui a été Représentant permanent du Yémen auprès des Nations unies. Le bureau d'information de la Palestine a ensuite été enregistré auprès du ministère de la Justice en tant qu'agent étranger et a fonctionné jusqu'en 1968, date à laquelle il a été fermé. L'OLP a été désignée organisation terroriste par les États-Unis en 1987, mais en 1988, une dérogation présidentielle a été accordée, autorisant le contact avec l'organisation. Un bureau de l'OLP a été rouvert en 1989 sous le nom de Centre des affaires de la Palestine. Le bureau de la mission de l'OLP, à Washington, a été ouvert en 1994 et représentait l'OLP aux États-Unis. Le 20 juillet 2010, le Département d'État des États-Unis a accepté d'améliorer le statut de la mission de l'OLP aux États-Unis en la nommant « Délégation générale de l'OLP ».
Les États qui reconnaissent l'État de Palestine accréditent auprès de l'OLP (agissant comme son gouvernement en exil) des ambassadeurs non résidents résidant dans des pays tiers. La représentation des pays étrangers à l'ANP est effectuée par des missions ou des bureaux à Ramallah et à Gaza.

## Table alphabétique des relations
Au mois de septembre 2017, un total de 148 États entretenaient des relations diplomatiques avec l'État de Palestine, en plus de l'Union européenne et de l'ordre souverain militaire et hospitalier de Saint-Jean de Jérusalem, de Rhodes et de Malte.
- Relations diplomatiques complètes (total 115)
- Pas de reconnaissance diplomatique de l'État de Palestine (total 33, l'Union européenne et l'ordre souverain de Malte)

| État                      | Relations établies             | Représentations palestiniennes                     | Mission étrangère en Palestine (en)                                               | Notes                                                                |
| ------------------------- | ------------------------------ | -------------------------------------------------- | --------------------------------------------------------------------------------- | -------------------------------------------------------------------- |
| Afghanistan               | Oui                            | —                                                  | Ambassade non-résidente (Damas)                                                   | OCI                                                                  |
| Albanie                   | Oui                            | Ambassade (Tirana)                                 | Ambassade non-résidente (Le Caire)[réf. nécessaire]                               | OCI; Relations Albanie–Palestine                                     |
| Algérie                   | Oui                            | Ambassade (Alger)                                  | Ambassade non-résidente (Tunis)                                                   | Ligue arabe, OCI; Relations entre l'Algérie et la Palestine          |
| Angola                    | Oui                            | Ambassade (Luanda)                                 | —                                                                                 | —                                                                    |
| Argentine                 | 2009 ou avant,                 | Ambassade (Buenos Aires),                          | Bureau (Ramallah)                                                                 | —                                                                    |
| Australie                 | 23 août 2000,                  | Délégation générale (Canberra)                     | Bureau (Ramallah)                                                                 | —                                                                    |
| Autriche                  | 13 décembre 1978,              | Mission d'ambassade (Vienne),                      | Bureau (Ramallah)                                                                 | Union européenne                                                     |
| Azerbaïdjan               | 15 avril 1992                  | Ambassade (Bakou)                                  |                                                                                   | OCI                                                                  |
| Bahreïn                   | 15 juin 1974                   | Ambassade (Manama)                                 |                                                                                   | Ligue arabe, OCI                                                     |
| Bangladesh                | 1972                           | Ambassade (Dacca),                                 | Ambassade non-résidente (Le Caire)[réf. nécessaire]                               | OCI                                                                  |
| Biélorussie               | Oui                            | Ambassade (Minsk),                                 | Ambassade non-résidente (Damas)[réf. nécessaire]                                  | —                                                                    |
| Belgique                  | Oui                            | Délégation générale (Bruxelles)[réf. nécessaire]   | Consulat général (Jérusalem),                                                     | Union européenne                                                     |
| Belize                    | Oui                            | Délégation spéciale, non-résidente (Mexico)        | —                                                                                 | —                                                                    |
| Bénin                     | Oui                            |                                                    | Ambassade non-résidente (Lagos),                                                  | OCI                                                                  |
| Bosnie-Herzégovine        | 30 octobre 1992                | Ambassade (Sarajevo)                               | Ambassade non-résidente (Le Caire)[réf. nécessaire]                               | —                                                                    |
| Brésil                    | 1993 ou avant                  | Délégation spéciale (Brasilia)                     | Bureau (Ramallah)                                                                 | —; Relations Brésil–Palestine                                        |
| Brunei                    | 24 mai 1994                    | Ambassade non-résidente (Kuala Lumpur)             |                                                                                   | OCI                                                                  |
| Bulgarie                  | Oui                            | Ambassade (Sofia)                                  | Bureau (Ramallah)                                                                 | Union européenne                                                     |
| Burkina Faso              | Oui                            | Ambassade non-résidente (Bamako),                  |                                                                                   | OCI; Relations Burkina Faso–Palestine                                |
| Cambodge                  | Oui                            | Ambassade non-résidente (Hanoï)                    |                                                                                   | —                                                                    |
| Cameroun                  | Oui                            |                                                    |                                                                                   | OCI                                                                  |
| Canada                    | 1993                           | Délégation générale (Ottawa)                       | Bureau (Ramallah)                                                                 | —                                                                    |
| Tchad                     | Oui                            | Ambassade non-résidente (Bamako)                   |                                                                                   | OCI                                                                  |
| Chili                     | Mars 1990                      | Ambassade (Santiago),                              | Ambassade (Ramallah),                                                             | —                                                                    |
| Chine                     | Oui                            | Ambassade (Pékin)                                  | Bureau (Ramallah)                                                                 | —; Relations Chine–Palestine                                         |
| Colombie                  | 3 octobre 1988                 | Mission spéciale (Bogota)                          | Délégation, non-résidente (Le Caire)                                              | —                                                                    |
| Comores                   | Oui                            | Ambassade non-résidente (Djibouti)                 |                                                                                   | Ligue arabe, OCI                                                     |
| République du Congo       | Oui                            | Ambassade (Brazzaville)[réf. nécessaire]           |                                                                                   | —                                                                    |
| Costa Rica                | 5 février 2008                 | Ambassade non-résidente (New York),                |                                                                                   | —                                                                    |
| Côte d'Ivoire             | Oui                            | Ambassade (Abidjan)                                |                                                                                   | OCI                                                                  |
| Croatie                   | 31 mars 2011,                  | —                                                  | Représentation, non-résidente (Zagreb)                                            | Union européenne                                                     |
| Cuba                      | Oui                            | Ambassade (La Havane)                              | Ambassade non-résidente (Le Caire)                                                | —                                                                    |
| Chypre                    | Oui                            | Ambassade (Nicosie)                                | Bureau (Ramallah)                                                                 | Union européenne                                                     |
| République tchèque        | 1983                           | Ambassade (Prague)                                 | Bureau (Ramallah)                                                                 | Union européenne                                                     |
| Danemark                  | Oui                            | Délégation générale (Copenhague)                   | Bureau (Ramallah)                                                                 | Union européenne; Relations Danemark–Palestine                       |
| Djibouti                  | Oui                            | Ambassade (Djibouti)                               |                                                                                   | Ligue arabe, OCI                                                     |
| République dominicaine    | 15 juillet 2009                | Ambassade non-résidente (New York)                 |                                                                                   | —                                                                    |
| Timor oriental            | 1er mars 2004,                 | Ambassade non-résidente (Canberra)                 | —                                                                                 | —                                                                    |
| Équateur                  | 2008 ou avant[réf. nécessaire] | Délégation, non-résidente (Lima)[réf. nécessaire]  | —                                                                                 | —                                                                    |
| Égypte                    | Oui                            | Ambassade (Le Caire)                               | Ambassade non-résidente (Ramallah, Gaza)[réf. nécessaire]                         | Ligue arabe, OCI; Relations Égypte–Palestine                         |
| Salvador                  | 10 mai 2013                    |                                                    |                                                                                   |                                                                      |
| Érythrée                  | Oui                            | Ambassade non-résidente (Djibouti)                 |                                                                                   | —                                                                    |
| Estonie                   | 2004 ou avant                  | Mission, non-résidente (Helsinki),                 | —                                                                                 | Union européenne                                                     |
| Éthiopie                  | Oui                            | Ambassade (Addis-Abeba)                            |                                                                                   | —                                                                    |
| Union européenne          | 1994 ou avant                  | Délégation générale (Bruxelles)                    | Bureau (Ramallah)                                                                 | Union européenne; Relations entre la Palestine et l'Union européenne |
| Finlande                  | 1982                           | Délégation générale (Helsinki)                     | Bureau (Ramallah)[réf. nécessaire]                                                | Union européenne                                                     |
| France                    | Oui                            | Mission d'ambassade (Paris),                       | Consulat général (Jérusalem)                                                      | Union européenne                                                     |
| Gabon                     | Oui                            | Ambassade (Libreville)[réf. nécessaire]            | Ambassade non-résidente (Le Caire)[réf. nécessaire]                               | OCI                                                                  |
| Gambie                    | Oui                            | Ambassade non-résidente (Dakar)                    |                                                                                   | OCI                                                                  |
| Géorgie                   | 25 avril 1992                  |                                                    |                                                                                   | —                                                                    |
| Allemagne                 | Oui                            | Mission d'ambassade (Berlin)                       | Bureau (Ramallah)                                                                 | Union européenne                                                     |
| Ghana                     | Oui                            | Ambassade (Accra)                                  | Ambassade non-résidente (Le Caire)[réf. nécessaire]                               | —                                                                    |
| Grèce                     | 1981                           | Representation (Athènes)                           | Consulat général (Jérusalem)                                                      | Union européenne                                                     |
| Grenade                   | 27 septembre 2013              |                                                    |                                                                                   |                                                                      |
| Guinée                    | Oui                            | Ambassade non-résidente (Dakar),                   |                                                                                   | OCI                                                                  |
| Guinée-Bissau             | Oui                            | Ambassade non-résidente (Dakar)                    |                                                                                   | OCI                                                                  |
| Guyane                    | Oui                            | Ambassade non-résidente (La Havane)                |                                                                                   | OCI                                                                  |
| Haïti                     | 27 septembre 2013              |                                                    |                                                                                   |                                                                      |
| Saint-Siège               | 25 octobre 1994                | Représentation, non-résidente (Londres),           | Nonciature apostolique, non-résidente (Tunis) Délégation apostolique (Jérusalem), | —; Relations Saint-Siège–Palestine                                   |
| Honduras                  | 4 juin 2013                    | Ambassade non-résidente (Managua)                  | Ambassade non-résidente (Tel-Aviv)                                                | —; Relations Honduras–Palestine                                      |
| Hongrie                   | Oui                            | Ambassade (Budapest),                              | Bureau (Ramallah) Honorary Consulate (Bethléem)                                   | Union européenne                                                     |
| Islande                   | Oui                            | Ambassade non-résidente (Oslo)                     | Ambassade non-résidente (Reykjavík)                                               | —; Relations Islande–Palestine                                       |
| Inde                      | 1974                           | Ambassade (New Delhi)                              | Bureau (Ramallah)                                                                 | —; Relations Inde–Palestine                                          |
| Indonésie                 | 19 octobre 1989                | Ambassade (Jakarta),                               | Ambassade non-résidente (Amman),                                                  | OCI; Relations Indonésie–Palestine                                   |
| Iran                      | Février 1979                   | Ambassade (Téhéran)                                | Ambassade non-résidente (Damas)[réf. nécessaire]                                  | OCI; Relations Iran–Palestine                                        |
| Irak                      | Oui                            | Ambassade (Bagdad)                                 | Ambassade non-résidente (Damas)[réf. nécessaire]                                  | Ligue arabe, OCI; Relations Irak–Palestine                           |
| Irlande                   | Oui                            | Mission d'ambassade (Dublin),                      | Bureau (Ramallah)[réf. nécessaire]                                                | Union européenne                                                     |
| Israël                    | 20 août 1993                   | Département, non-résident (Gaza)                   | Département, non-résident (Tel Aviv)                                              | Relations Israël–Palestine                                           |
| Italie                    | 1974                           | Délégation générale (Rome)                         | Consulat général (Jérusalem),                                                     | Union européenne                                                     |
| Japon                     | Oui                            | Délégation générale (Tokyo)                        | Bureau (Ramallah)                                                                 | —                                                                    |
| Jordanie                  | Oui                            | Ambassade (Amman)                                  | Bureau (Ramallah, Gaza)[réf. nécessaire]                                          | Ligue arabe, OCI                                                     |
| Kazakhstan                | 6 avril 1992                   | Ambassade (Astana)                                 | Ambassade non-résidente (Tel Aviv)                                                | OCI                                                                  |
| Kenya                     | Oui                            | Ambassade non-résidente (Harare),                  |                                                                                   | —                                                                    |
| Corée du Nord             | Oui                            | Ambassade (Pyongyang),                             | Ambassade non-résidente (Le Caire)[réf. nécessaire]                               | —; Relations Corée du Nord–Palestine                                 |
| Corée du Sud              | Oui                            | —                                                  | Bureau (Ramallah)                                                                 | —                                                                    |
| Koweït                    | Oui                            | Ambassade (Koweït)[réf. nécessaire]                |                                                                                   | Ligue arabe, OCI                                                     |
| Kirghizistan              | Novembre 1995                  | Ambassade non-résidente (Tachkent)                 |                                                                                   | OCI                                                                  |
| Laos                      | 15 mai 1989                    | Ambassade non-résidente (Hanoï)                    |                                                                                   | —                                                                    |
| Lettonie                  | Oui                            | Délégation générale, non-résidente (Helsinki)      | —                                                                                 | Union européenne                                                     |
| Liban                     | Oui                            | Ambassade (Beyrouth)                               | Ambassade non-résidente (Le Caire)[réf. nécessaire]                               | Ligue arabe, OCI                                                     |
| Libye                     | Oui                            | Ambassade (Tripoli)                                | Ambassade non-résidente (Le Caire)[réf. nécessaire]                               | Ligue arabe, OCI                                                     |
| Lituanie                  | Oui                            | Délégation générale, non-résidente (Helsinki)      | —                                                                                 | Union européenne                                                     |
| Luxembourg                | 2006 ou avant                  | Délégation générale, non-résidente (Bruxelles)     | —                                                                                 | Union européenne                                                     |
| Malawi                    | Oui                            | Ambassade non-résidente (Le Caire)                 | Ambassade non-résidente (Harare)                                                  | —                                                                    |
| Malaisie                  | Oui                            | Ambassade (Kuala Lumpur),                          |                                                                                   | OCI; Relations Malaisie–Palestine                                    |
| Maldives                  | Oui                            | Ambassade non-résidente (Colombo)                  | Ambassade non-résidente (Londres)                                                 | OCI                                                                  |
| Mali                      | Oui                            | Ambassade (Bamako),                                | Ambassade non-résidente (Le Caire),                                               | OCI                                                                  |
| Malte                     | Oui                            | Ambassade (La Valette)                             | Bureau (Ramallah)                                                                 | Union européenne                                                     |
| Mauritanie                | Oui                            | Ambassade (Nouakchott),                            |                                                                                   | Ligue arabe, OCI                                                     |
| Maurice                   | Oui                            | Ambassade non-résidente (Dar es Salam)             |                                                                                   | —                                                                    |
| Mexique                   | 1975                           | Délégation spéciale (Mexico)                       | Bureau (Ramallah)                                                                 | Relations Mexique–Palestine                                          |
| Moldavie                  | 7 juin 1994                    |                                                    |                                                                                   | —                                                                    |
| Mongolie                  | 25 avril 1979                  |                                                    | Ambassade non-résidente (Le Caire)[réf. nécessaire]                               | —                                                                    |
| Monténégro                | 1er août 2006                  | Ambassade non-résidente (Belgrade)                 |                                                                                   | —                                                                    |
| Maroc                     | Oui                            | Ambassade (Rabat)                                  | Bureau (Ramallah, Gaza)                                                           | Ligue arabe, OCI                                                     |
| Mozambique                | Oui                            | Ambassade (Maputo)                                 |                                                                                   | OCI                                                                  |
| Namibie                   | Oui                            | Ambassade non-résidente (Pretoria)                 |                                                                                   | —                                                                    |
| Pays-Bas                  | Oui                            | Délégation générale (La Haye)                      | Bureau (Ramallah)[réf. nécessaire]                                                | Union européenne                                                     |
| Nouvelle-Zélande          | Oui                            | Délégation générale, non-résidente (Canberra)      | —                                                                                 | —                                                                    |
| Nicaragua                 | Oui                            | Ambassade (Managua),                               | Ambassade non-résidente (Le Caire)[réf. nécessaire]                               | —                                                                    |
| Niger                     | Oui                            | Ambassade non-résidente (Bamako)                   |                                                                                   | OCI                                                                  |
| Nigeria                   | Oui                            | Ambassade (Abuja)                                  | Ambassade non-résidente (Le Caire)[réf. nécessaire]                               | OCI                                                                  |
| Norvège                   | Yes                            | Délégation générale (Oslo)                         | Bureau (Ramallah)                                                                 | —                                                                    |
| Oman                      | Oui                            | Ambassade (Mascate)                                | Ambassade non-résidente[réf. nécessaire] Bureau (Gaza)[réf. nécessaire]           | Ligue arabe, OCI                                                     |
| Pakistan                  | Oui                            | Ambassade (Islamabad)                              | Ambassade non-résidente (Damas)[réf. nécessaire]                                  | OCI; Relations Pakistan–Palestine                                    |
| Papouasie-Nouvelle-Guinée | 4 octobre 2004,                | Ambassade non-résidente (Canberra)                 | —                                                                                 | —                                                                    |
| Paraguay                  | 25 mars 2005                   | Ambassade non-résidente (Brasilia)                 |                                                                                   | —                                                                    |
| Pérou                     | 2008 ou avant                  | Ambassade (Lima)                                   | —                                                                                 | —                                                                    |
| Philippines               | Septembre 1989                 | Ambassade non-résidente (Kuala Lumpur),            | Ambassade non-résidente (Amman)                                                   | —                                                                    |
| Pologne                   | Oui                            | Ambassade (Varsovie)                               | Bureau (Ramallah)                                                                 | Union européenne                                                     |
| Portugal                  | Oui                            | Délégation générale (Lisbonne)                     | Bureau (Ramallah)[réf. nécessaire]                                                | Union européenne                                                     |
| Qatar                     | Oui                            | Ambassade (Doha)                                   | Ambassade non-résidente[réf. nécessaire] Bureau (Gaza)[réf. nécessaire]           | Ligue arabe, OCI                                                     |
| Roumanie                  | Oui                            | Ambassade (Bucarest),                              | Bureau (Ramallah)                                                                 | Union européenne; Relations Roumanie–Palestine                       |
| Russie                    | 1974                           | Ambassade (Moscou),                                | Bureau (Ramallah)                                                                 | —; Relations Russie–Palestine                                        |
| Sainte-Lucie              | 14 septembre 2015              |                                                    |                                                                                   |                                                                      |
| Arabie saoudite           | Oui                            | Ambassade (Riyad)                                  |                                                                                   | Ligue arabe, OCI                                                     |
| Sénégal                   | 1er décembre 1981              | Ambassade (Dakar)                                  |                                                                                   | OCI                                                                  |
| Serbie                    | 1989                           | Ambassade (Belgrade)                               | Ambassade non-résidente (Le Caire)                                                | —; Relations Serbie–Palestine                                        |
| Seychelles                | Oui                            | Ambassade non-résidente (Dar es Salam)             |                                                                                   | —                                                                    |
| Slovaquie                 | 1er janvier 1993               | Ambassade (Bratislava),                            | Ambassade non-résidente (Damas)[réf. nécessaire] Bureau, non-résident (Tel Aviv), | Union européenne                                                     |
| Slovénie                  | Oui                            | Mission diplomatique, non-résidente (Vienne)       | Bureau (Ramallah)                                                                 | Union européenne                                                     |
| Somalie                   | Oui                            | Ambassade non-résidente (Djibouti)                 |                                                                                   | Ligue arabe, OCI                                                     |
| Afrique du Sud            | 15 février 1995                | Ambassade (Pretoria)                               | Bureau (Ramallah, Gaza),                                                          | —; Relations Afrique du Sud–Palestine                                |
| Espagne                   | 14 août 1986                   | Délégation générale (Madrid)                       | Consulat général (Jérusalem)                                                      | Union européenne                                                     |
| Sri Lanka                 | Oui                            | Ambassade (Colombo)                                | Bureau (Ramallah)                                                                 | —                                                                    |
| Soudan                    | Oui                            | Ambassade (Khartoum),                              |                                                                                   | Ligue arabe, OCI                                                     |
| Swaziland                 | Oui                            | Ambassade non-résidente (Maputo)                   | —                                                                                 | —                                                                    |
| Suède                     | 30 October 2014                | Ambassade (Stockholm)                              | Consulat général (Jérusalem)                                                      | Union européenne                                                     |
| Suisse                    | Oui                            | Délégation générale (Berne),                       | Bureau (Ramallah)                                                                 | —                                                                    |
| Syrie                     | 2006 or before                 | Ambassade (Damas)                                  | Ambassade non-résidente (Amman)[réf. nécessaire]                                  | Ligue arabe, OCI                                                     |
| Tadjikistan               | 1994 ou avant                  | Ambassade non-résidente (Tachkent)                 |                                                                                   | OCI                                                                  |
| Tanzanie                  | Oui                            | Ambassade (Dar es Salam),                          | Ambassade non-résidente (Le Caire)                                                | —                                                                    |
| Thaïlande                 | 18 janvier 2012                | Ambassade non-résidente (Bangkok)[réf. nécessaire] | Ambassade non-résidente (Amman)[réf. nécessaire]                                  | —                                                                    |
| Tunisie                   | 1994                           | Ambassade (Tunis)                                  | Bureau (Ramallah)                                                                 | Ligue arabe, OCI                                                     |
| Turquie                   | 1975                           | Ambassade (Ankara)                                 | Consulat général (Jérusalem)                                                      | OCI; Relations Turquie–Palestine                                     |
| Turkménistan              | 17 avril 1992                  | Ambassade non-résidente (Tachkent)                 |                                                                                   | OCI                                                                  |
| Ouganda                   | Mars 1972                      | Ambassade (Kampala)                                |                                                                                   | OCI                                                                  |
| Ukraine                   | Oui                            | Ambassade (Kiev)                                   |                                                                                   | Relation Palestine–Ukraine                                           |
| Émirats arabes unis       | Oui                            | Ambassade (Abu Dhabi)                              | Ambassade non-résidente (Amman)                                                   | Ligue arabe, OCI; Relations Émirats arabes unis–Palestine            |
| Royaume-Uni               | Oui                            | Délégation générale (Londres),                     | Bureau (Gaza) Consulat général (Jérusalem),                                       | Union européenne; Relations Royaume-Uni–Palestine                    |
| États-Unis                | Oui                            | Délégation générale (Washington, D.C.),            | Consulat général (Jérusalem),                                                     | Relations États-Unis–Palestine                                       |
| Uruguay                   | 20 avril 2010                  | —,                                                 | —,                                                                                | —                                                                    |
| Ouzbékistan               | 25 septembre 1994              | Ambassade (Tachkent)                               |                                                                                   | OCI                                                                  |
| Vanuatu                   | 19 octobre 1989                | Ambassade non-résidente (Canberra)                 |                                                                                   | —                                                                    |
| Vénézuela                 | 27 avril 2009,                 | Mission (Caracas),                                 | Ambassade non-résidente[réf. nécessaire] Bureau (Ramallah)[réf. nécessaire]       | —; Relations Vénézuela–Palestine                                     |
| Viêt Nam                  | 1968                           | Ambassade (Hanoï)                                  | Ambassade non-résidente (Le Caire)[réf. nécessaire]                               | —; Relations Viêt Nam–Palestine                                      |
| Yémen                     | Oui                            | Ambassade (Sanaa)                                  | Ambassade non-résidente (Le Caire)[réf. nécessaire]                               | Ligue arabe, OCI                                                     |
| Zambie                    | Oui                            | Ambassade (Lusaka)                                 |                                                                                   | —                                                                    |
| Zimbabwe                  | Oui                            | Ambassade (Harare),                                | Ambassade non-résidente (Le Caire)[réf. nécessaire]                               | —                                                                    |